# Male’ Sports Complex (Ekuveni)
Male' Sports Complex (Ekuveni) – wielofunkcyjny stadion w Male na Malediwach. Odbywają się na nim głównie mecze piłki nożnej oraz krykieta. Kompleks Sportowy posiada boiska do koszykówki (wewnątrz i na zewnątrz), korty tenisowe, dwa boiska do piłki nożnej, boiska do siatkówki oraz pole do krykieta. Siedziba Związku Piłki Nożnej, Związku Koszykówki, Związku Krykieta, Związku Lekkiej Atletyki i Związku Badmintona Malediwów również znajdują się w tym kompleksie.